# Glafkos Kliridis
Glafkos Joanu Kliridis, gr. Γλαύκος Ιωάννου Κληρίδης (ur. 24 kwietnia 1919 w Nikozji, zm. 15 listopada 2013 tamże) – cypryjski polityk i prawnik, parlamentarzysta i minister, współpracownik Makariosa III, w 1974 pełniący obowiązki prezydenta, założyciel i lider Zgromadzenia Demokratycznego, w latach 1993–2003 prezydent Cypru.

## Życiorys
Najstarszy syn prawnika Joanisa Kliridisa, pobierał nauki w Gimnazjum Pancypryjskim w Nikozji, potem studiował prawo na King’s College w Londynie. Po wybuchu II wojny światowej wstąpił do Royal Air Force. W 1942 jego samolot został zestrzelony nad Hamburgiem, wskutek czego znalazł się w obozie jeńców. Po trzech nieudanych próbach ucieczki został uwolniony wraz z zakończeniem działań wojennych. W 1948 dokończył przerwane studia prawnicze, następnie kształcił się w instytucji Gray's Inn. Od 1951 praktykował jako adwokat na Cyprze. Uczestniczył w procesach członków EOKA (organizacji Jeorjosa Griwasa) jako ich obrońca przed sądami brytyjskimi. Brał udział w opracowaniu raportu zarzucającego Brytyjczykom naruszanie praw człowieka na Cyprze, który to dokument grecki rząd przedstawił na Radzie Europy.
W 1959 wziął udział w konferencji w Londynie, na której została uznana niepodległość Cypru. Objął wówczas stanowisko ministra sprawiedliwości w rządzie przejściowym Makariosa III. Z ramienia Frontu Patriotycznego uzyskał mandat posła do Izby Reprezentantów. Objął w 1960 funkcję przewodniczącego parlamentu, którą sprawował do 1976. Od 1961 do 1963 był jednocześnie prezesem cypryjskiego organizacji zrzeszonej w Międzynarodowym Komitecie Czerwonego Krzyża. Był aktywnym negocjatorem w trakcie kryzysów politycznych z przełomu lat 60. i 70. W 1969 został przewodniczącym partii Enieon Koma powstałej po rozpadzie jego poprzedniego ugrupowania.
W lipcu 1974 doszło do zamachu stanu przeprowadzonego przez popierających unię Cypru z Grecją członków EOKA 2, a także greckich wojskowych. Makarios III opuścił Cypr, udając się do Wielkiej Brytanii. Zamachowcy nową głową państwa ogłosili Nikosa Sampsona. Ten ustąpił jednak po kilku dniach w obliczu inwazji tureckiej na Cypr. Glafkos Kliridis został wówczas pełniącym obowiązki prezydenta, pełnił tę funkcję do grudnia 1974, gdy do kraju powrócił Makarios III.
W 1976 po konflikcie z prezydentem utracił stanowisko przewodniczącego parlamentu. Powołał wówczas nowe prozachodnie i konserwatywne ugrupowanie pod nazwą Zgromadzenie Demokratyczne, kierował nim nieprzerwanie do 1993. DISY mimo poparcia około 25% wyborców nie uzyskało w 1976 reprezentacji parlamentarnej na skutek zapisów ordynacji wyborczej, partia do parlamentu weszła w kolejnych wyborach w 1981. W 1983 i w 1988 Glafkos Kliridis bez powodzenia kandydował w wyborach prezydenckich, przegrywając odpowiednio ze Spirosem Kiprianu i Jorgosem Wasiliu.
Kolejny raz wystartował w wyborach w 1993, kiedy to w drugiej turze głosowania z wynikiem 50,3% głosów pokonał ubiegającego się o reelekcję Jorgosa Wasiliu. Urząd prezydenta objął 28 lutego 1993. W 1998 uzyskał wybór na drugą kadencję, w drugiej turze głosowania dostał 50,8% głosów, wygrywając z Jeorjosem Jakowu.
W okresie jego prezydentury doszło do rozwoju ekonomicznego i ustabilizowania się gospodarki kraju. Cypr przeprowadził i zakończył wówczas udane negocjacje dotyczące członkostwa tego kraju w Unii Europejskiej. Polityk częściowo utracił na popularności, popierając opracowany przez Kofiego Annana plan zakończenia podziału Cypru, który w 2004 w referendum odrzucili Grecy cypryjscy. W 2003 bezskutecznie kandydował na trzecią kadencję, dostał 38,8% głosów, a wybory w pierwszej turze głosowania wygrał Tasos Papadopulos, popierany przez DIKO i AKEL. 28 lutego tegoż roku zakończył urzędowanie na stanowisku prezydenta.
W 2005 otrzymał medal jubileuszowy „60-lecia zwycięstwa w Wielkiej Wojnie Ojczyźnianej 1941–1945”.
Zmarł 15 listopada 2013 w prywatnej klinice w Nikozji w wyniku niewydolności nerek.